# Juridiction de proximité (France)
Pour les articles homonymes, voir Juridiction de proximité.
 (août 2024).

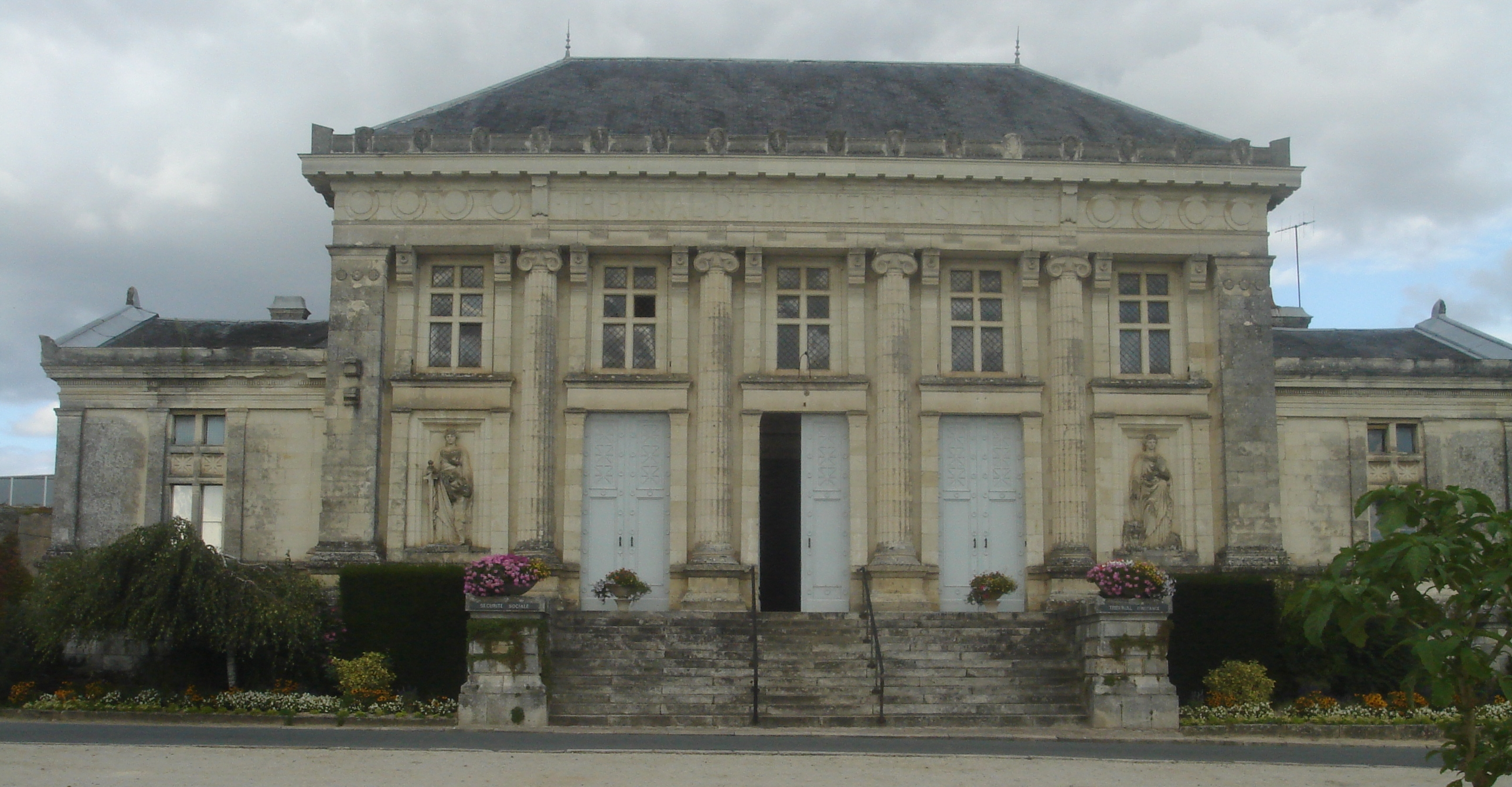
Ancien Tribunal de première instance de Baugé-en-Anjou, ancienne juridiction de proximité.

En France, la juridiction de proximité était une juridiction formée de magistrats non professionnels. Créée par la loi d'orientation et de programmation sur la justice du 9 septembre 2002 (dite loi Perben I), modifiée par une loi organique du 26 février 2003 relative à son statut, afin de désengorger les tribunaux d'instance, elle a été supprimée, à la suite des critiques des magistrats qui invoquaient la nécessité, plutôt, d'embaucher davantage de juges, par une loi de 2011 dont l'entrée en vigueur fut repoussée jusqu'au 1er juillet 2017. La fonction de juge de proximité a été également supprimée à la même date. 
Entre deux, la loi du 26 janvier 2005 avait étendu les compétences de la juridiction de proximité et a permis aux juges de proximité de siéger en qualité d’assesseurs aux audiences correctionnelles.  
Aux côtés des juges de proximité, coexistent les conciliateurs de justice depuis 1978, héritiers des juges de paix de 1790. Il faut préciser que les juges de proximité statuent en droit alors que les conciliateurs qui n'ont parfois aucune formation juridique tentent de trouver une issue aux litiges en équité.

## Statut
Le juge de proximité, sauf exception, n'est pas magistrat de formation mais est recruté dans la société civile parmi des praticiens du droit et selon des critères légaux (dont celui d'avoir entre 35 et 75 ans). Pour être sélectionné il faut soit avoir exercé une profession judiciaire pendant au moins quatre ans, soit avoir une expérience d'au moins 25 ans dans un service juridique d'entreprise ou d'administration.
Il est nommé pour sept ans non renouvelables et doit impérativement cesser ses fonctions à l'âge de 75 ans. 
La formation initiale des juges de proximité comprend d'une part, lors du recrutement, deux jours d'information et de formation à Paris, suivis de dix jours de formation à l'École nationale de la magistrature (ENM), d'autre part un stage probatoire en juridiction de 25 ou 35 jours selon le choix du Conseil supérieur de la magistrature, ou un stage préalable en juridiction, non probatoire, de 25 jours.
La formation continue, réformée par le décret n° 2007-17 du 4 janvier 2007, est obligatoire pour tout juge de proximité en exercice, à raison de cinq jours par an pendant les trois premières années et comprend un total maximum de 35 jours sur la durée des fonctions.
Il est soumis au statut de la magistrature, prête serment et bénéficie de l'inamovibilité. Son régime disciplinaire est spécifique. Il peut exercer à temps partiel et avoir une autre activité professionnelle. Il ne porte pas la robe de juge mais un cordon avec médaille.

## Compétence

### Compétence matérielle
C'est un organe juridictionnel compétent :
En matière pénale :
Pour les contraventions des quatre premières classes (article 521 du code de procédure pénale) — à l’exception des contraventions de presse et de celles connexes aux contraventions de 5e classe qui sont de la compétence du tribunal de police. Le juge de proximité ne peut donc prononcer de peines d'emprisonnement, même avec sursis.
Il peut siéger comme assesseur au sein de la formation collégiale du tribunal correctionnel. Les juridictions de proximité étaient aussi compétentes pour juger des contraventions des quatre premières classes commises par les mineurs en vertu de l’article 21 de l’ordonnance du 2 février 1945. 
En matière civile :
En dernier ressort pour :
- des actions personnelles et mobilières n’excédant pas le montant de 4 000 euros, à l'exception des affaires de crédit à la consommation et de celles se rapportant aux baux d'habitation ;

- tout litige relatif à l'action en restitution d'un dépôt de garantie (au titre d'un bail d'habitation pour des locaux vides régis par la loi du 6 juillet 1989 d'un montant maximum de 4 000 euros ;

- les procédures d'injonction de payer et d'injonction de faire dès lors qu'elles ne se rapportent pas à un litige dont l'enjeu est supérieur à 4 000 euros.

En premier ressort pour les actions d'une valeur indéterminée qui ont pour origine l'exécution d'une obligation de moins de 4 000 euros (R. 231-3 alinéa 2 du code de l'organisation judiciaire).

### Compétence territoriale
La compétence territoriale du juge de proximité est celle du tribunal d'instance auquel il est rattaché.

## Procédure
L'audience du juge de proximité est à juge unique et se tient au siège du tribunal d'instance. 
En matière civile, le juge peut être saisi par le dépôt gratuit d'une déclaration au greffe de la juridiction, ou par assignation. À compter du 1er octobre 2011, une « contribution pour l'aide juridique » de 35 euros est due par toute personne introduisant une instance civile, prud'homale, commerciale, sociale ou rurale, à l'exception de l'État et des bénéficiaires de l'aide juridictionnelle. Cette contribution a été supprimée depuis le 1er janvier 2014.
L'assistance d'un avocat lors de l'audience n'est pas obligatoire. Les modalités de la représentation et de l'assistance sont identiques à celles du tribunal d'instance.
Comme devant toute juridiction, il est possible de bénéficier de l'aide juridictionnelle lors d'une action introduite devant le juge de proximité.
Le juge de proximité se prononce après avoir cherché à concilier les parties soit directement, soit par l'intermédiaire d'un conciliateur de justice qu'il délègue à cet effet ou qui est présent à l'audience, et toujours après un débat public et contradictoire. Il rend ses décisions en droit.
Depuis le 1er avril 2015 (décret n° 2015-282 du 11 mars 2015), le demandeur doit, comme pour toute saisine d'une juridiction civile, apporter la preuve qu'il a préalablement tenté de régler le litige amiablement, cette règle souffrant des exceptions.
En cas de difficulté, le juge de proximité a la faculté de renvoyer l'affaire devant le juge d'instance qui statue à sa place.
Les décisions du juge de proximité sont insusceptibles d'appel et, sauf opposition en cas de jugement par défaut, ne peuvent faire l'objet que d'un pourvoi en cassation. 
Il n'a pas compétence pour statuer en référé.

## Bilan
Le dispositif a pris sa place dans l’espace juridictionnel français, avec l'objectif de décharger significativement les tribunaux d’instance d’une partie de leur contentieux et de contribuer à rendre la justice plus accessible et plus compréhensible aux citoyens. Le sénateur Pierre Fauchon a estimé qu'il jugerait « selon le bon sens ».
Qualifié de « monstre juridique » par la doctrine[réf. nécessaire], il a été dit que le juge de proximité ressemblait aux anciens juges de paix alors qu'en réalité ceux-ci jugeaient principalement en équité, c'est-à-dire sans être tenu d'appliquer les règles de droit. Les juges de proximité sont tout au contraire tenus de juger en droit.
Les juges de proximité ont fait régulièrement l'objet de critiques de la part des organisations et syndicats de magistrats, qui ont pu voir d'un mauvais œil des représentants de la société civile pénétrer l'institution judiciaire alors que les pouvoirs publics auraient dû consentir un effort de recrutement de nouveaux magistrats d'instance. En outre, le rapport de la commission Guinchard sur la répartition des contentieux, publié en 2008, constate que « l'institution d'un nouvel ordre de juridiction a considérablement compliqué l'organisation judiciaire en matière civile et conduit à des situations que plusieurs auteurs ont pu qualifier d'ubuesques ou de kafkaïennes, notamment lorsqu'en l'absence de juge de proximité les fonctions de ce dernier sont exercées par le juge d'instance ».
En mars 2011, on comptait 672 juges de proximité en exercice dans 321 juridictions alors que l'objectif initial de la réforme était d'en créer 3 000.

## Disparition de la juridiction de proximité
La loi n° 2011-1862 du 13 décembre 2011 relative à la répartition des contentieux et à l'allègement de certaines procédures juridictionnelles a supprimé la juridiction de proximité (sans supprimer le juge de proximité, ceux-ci ont été rattachés au tribunal de grande instance mais peuvent exercer soit au sein des tribunaux d'instance, soit au sein des tribunaux de grande instance), afin de réduire de trois à deux le nombre de juridictions civiles de première instance (articles 1er et 2 du projet de loi). Cette réforme avait adopté les propositions nos 1 et 22 du rapport Guinchard en maintenant les fonctions des juges de proximité en matière pénale, pour statuer sur les contraventions des quatre premières classes, mais en supprimant leur compétence en matière de contentieux civil. Elle leur permettait de procéder à des mesures d'instruction dans le cadre de la procédure civile et étendait leur participation en tant qu’assesseur à l'ensemble des formations collégiales du tribunal de grande instance (France), tant en matière civile que pénale.
La juridiction de proximité devait continuer à traiter les recours dont elle avait été saisie avant le 1er janvier 2013 jusqu'au 1er juillet 2013, date à laquelle les affaires non jugées seraient transférées au tribunal d'instance.
L’une des principales critiques des magistrats professionnels à la création des juges de proximité avait été de considérer cette reforme comme un « replâtrage », alors que l’effort aurait dû porter sur la création de nouveaux postes de juges professionnels.
Finalement, la disparition de la juridiction de proximité comme juge civil de droit commun est ressentie comme devant entraîner un surcroît de tâches pour les juges d'instance alors que leurs effectifs restent constants voire diminuent, comme ceux des greffiers, dans une carte judiciaire durement affectée par la suppression de nombreux tribunaux.
La suppression de la juridiction de proximité est repoussée au 1er janvier 2015; puis au 1er janvier 2017. 
La loi n° 2016-1547 du 18 novembre 2016 a de nouveau repoussé la suppression des juridictions de proximité au 1er juillet 2017, mais cette fois-ci en actant également la suppression des juges de proximité. Un décret du 28 avril 2017, pris en application de cette loi, tire les conséquences de la suppression des juridictions de proximité et des juges de proximité. 
Le rapport de l'IGSJ sur les développements des modes alternatifs de règlement des différends remis à la Garde des sceaux en avril 2015, recommande (p. 31), notamment la fusion des fonctions de conciliateurs et des juges de proximité en instituant des « conciliateurs juges de proximité » à compétence juridictionnelle limitée compétents notamment en matière de conciliation judiciaire déléguée afin de pallier le manque de conciliateur. Ce nouveau conciliateur juge de proximité, proche de l'ancien juge de paix, serait susceptible, selon le rapport, d'être mieux accepté par l'ensemble de la communauté judiciaire.

#### Rapport et documents officiels
- Serge Guinchard (Commission sur la répartition des contentieux, présidée par...), L'ambition raisonnée d'une justice apaisée : rapport au garde des sceaux, Paris, La Documentation française, 2008, 344 p. (ISBN 978-2-11-007277-1, présentation en ligne, lire en ligne)
- Dominique Charvet et Jean-Claude Vuillemin, Rapport du groupe de travail sur les juridictions de proximité : Septembre 2003 - novembre 2005 - Bilan et propositions (Rapport public), Paris, La Documentation française, novembre 2005, 222 p. (présentation en ligne, lire en ligne)

#### Doctrine
- Marc Véricel, « L'abandon de la justice de proximité en matière civile. : Loi du 13 décembre 2011 », Semaine juridique (édition générale) 2012, 325,‎ 13 février 2012, p. 325-332 (ISSN 0242-5777)
- Christophe M. Courtau, « Conciliateur de justice et conciliation, les piliers d'une justice de proximité citoyenne du XXIe siècle », in Gazette du Palais Édit. Profess. Doctrine, 25 et 26 avril 2014, n°115 à 116
- Christophe M. Courtau, Conciliateur de Justice; "Conciliateur de justice et juge de proximité : une fusion nécessaire ?, in www.village-justice.com, « première communauté juridique du web », le 19 mars 2015
- Le gouvernement invente les «juges de proximité». Valérie Gas, RFI, 2002.
- Le gouvernement impose ses "juges de paix". La création des "juges de proximité" suscite une véritable levée de boucliers dans le monde judiciaire. Le Nouvel Observateur, 2002.